# Toggo Radio
Toggo Radio ist ein ganztägig sendender Radiosender für Kinder, der seit 15. Juni 2020 von Super RTL betrieben wird. Er ist über die Toggo-App, die Toggo-Website, Radio-Aggregatoren, DAB+, Astra 19,2° Ost sowie über Smart Speaker zu empfangen.

## Programm
Das Programm von Toggo Radio ist zielgruppenorientiert und besteht aus vier Sendestrecken. Die Morgensendung, die wochentags zwischen 05:30 und 8:30 Uhr sendet, richtet sich an Kinder und wird von Giulia Maria Mühlhaus, Vanessa Civiello und Simón Albers moderiert.
Die Vormittagsstrecke wird von Beatrice Hoffmann moderiert und richtet sich an Eltern und Familien. Die Sendung läuft wochentags zwischen 08:30 und 13:00 Uhr.
Die Nachmittagssendung, die von Ariana Müller, Johanna Müssiger und Alexander Kumpf moderiert wird, läuft wochentags von 14:00 bis 18:30 Uhr und richtet sich an Kinder.
Neben der speziell für Kinder aufbereiteten Nachrichtensendung Täglich Toggo, werden klassische Popsongs und auch Kinderlieder gespielt. Es gibt Magazinbeiträge, Reportagen, Comedys und Interviews, die bestimmte Themen kindgerecht vertiefen sollen. Zudem werden Hörspiele gesendet, dazu gehören u. a. Die drei ???, Woozle Goozle und die Pinguine aus Madagascar. 
Seit 2024 wird auch das Wochenende bei Toggo Radio moderiert. Hier telefonieren Daniel Storb und Michelle Olion mehrmals täglich mit Kindern und spielen On Air Spiele mit ihnen.

## Auszeichnungen
Im Jahr 2021 bekam der Sender den Deutschen Radiopreis in der Kategorie "Beste Programmaktion" für seine Anti-Rassismus-Kampagne "Zusammen sind wir bunt".
Ein Jahr später gewann Toggo Radio den Deutschen Radiopreis 2022 in der Kategorie „Beste Morgensendung“. Die Moderatoren Vanessa Civiello, Simón Albers und Florian Ambrosius wurden für die Sendung „Euer Morgen – Aufstehen & Aufdrehen“ ausgezeichnet.